# Пржевальские
Пржевальские (пол. Przewalski) — дворянский род.
Потомство русского православного витебского конного мещанина Анисима Перевала (Перевальки). Его сын, ротмистра казацких войск Корнилий Анисимович Пржевальский с отличием служил Стефану Баторию и возведен в польское дворянское достоинство. Его внук — Григорий Гаврилович Пржевальский, внуком которому приходился Мартын Лаврентиевич Пржевальский.
Его внук, Казимир Кузьма Фомич Пржевальский, а его внуками были: известный путешественник Николай Михайлович Пржевальский (1839—1888), его родные братья Владимир Михайлович (1840—1900), Евгений Михайлович (1844—1925) — русский генерал, математик и двоюродный брат Михаил Алексеевич (1859—1934).
Род внесён в VI и II части родословной книги губерний Витебской, Екатеринославской, Калужской, Смоленской и Тверской.